# Ormsby (Minnesota)
Pour les articles homonymes, voir Ormsby.
Ormsby est une municipalité américaine située dans les comtés de Martin et de Watonwan au Minnesota.

## Géographie
La municipalité d'Ormsby s'étend en 2010 sur une superficie de 0,35 mille carré (0,91 km2). Elle se trouve à cheval sur les comtés de Martin, qui compte 56 habitants sur 0,1 mille carré (0,26 km2), et de Watonwan, comptant 75 habitants sur 0,25 mille carré (0,65 km2).

## Histoire
Ormsby est fondée en 1899 sur le tracé du Minneapolis and St. Louis Railway. Elle doit son nom à l'homme d'affaires Edwin Samuel Ormsby, originaire d'Emmetsburg dans l'Iowa.

## Démographie
Lors du recensement de 2010, la population d'Ormsby est de 131 habitants.